# Donna con brocca d'acqua
La Donna con brocca d'acqua è un dipinto a olio su tela (45,7x40,6 cm) di Jan Vermeer. databile al 1664-1665 circa e conservato nel Metropolitan Museum of Art di New York.

## Storia
Il dipinto è noto con sicurezza solo dal 1877, quando passò in un'asta di Christie's a Londra. All'epoca veniva attribuito a Gabriel Metsu, e fu in seguito assegnato anche a Pieter de Hooch. Passò per varie collezioni in Irlanda e in Francia, prima di approdare a New York, nella collezione di Henry G. Marquand, che lo donò al museo nel 1889. Nonostante le vicende attributive altalenanti, già nel 1878 era stato esposto alla Royal Academy di Londra con attribuzione a Vermeer, nome che anche nella critica recente è dato ormai unanimemente per sicuro.
La datazione si basa su motivi stilistici: alla fase matura degli anni sessanta rimandano alcune caratteristiche (essenzialità, ampio respiro nel trattamento di luce e colore) che fanno accostare l'opera alla serie di figure femminili singole, sebbene alcuni dettagli iconografici (il vestito della donna o il tappeto) possano anche indirizzare verso un periodo più giovanile.

## Descrizione e stile

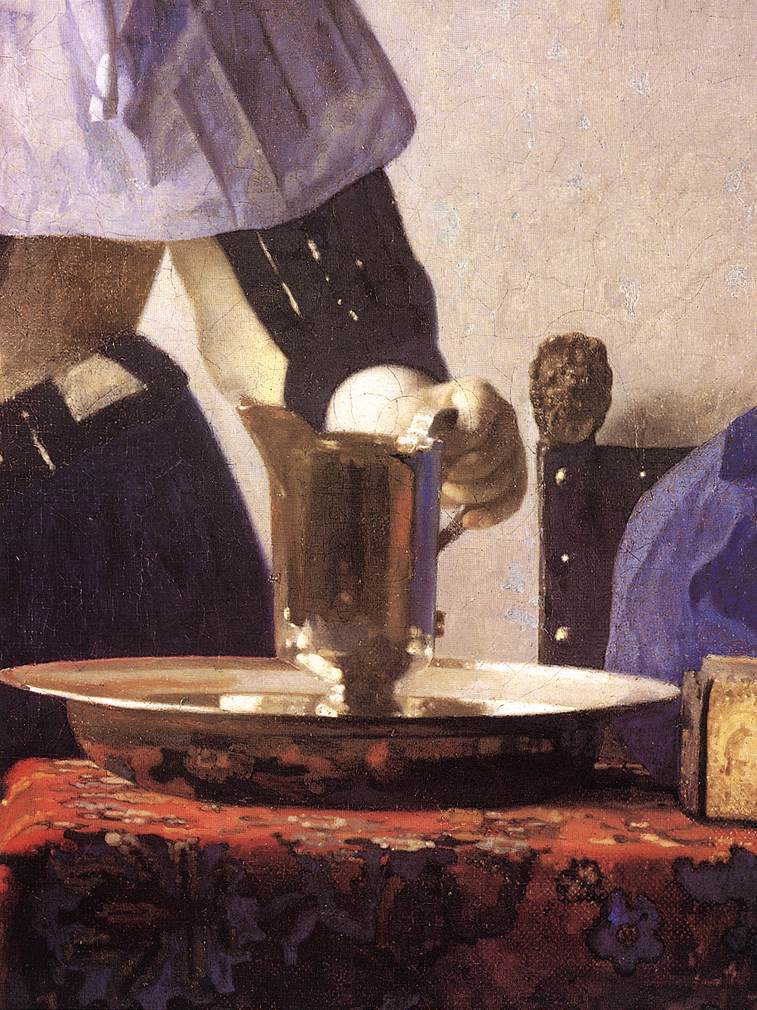
Dettaglio

In una stanza di un'agiata casa olandese, una donna sta aprendo una finestra sulla sinistra, mentre con l'altra mano impugna la brocca in metallo di un acquamanile, appoggiata su una bacinella dello stesso materiale, forse ottone. Vari oggetti rivelano lo stato benestante della casa: la vetrata elaborata alla finestra, il prezioso tappeto orientale che copre il tavolo, il cofanetto aperto da cui sporge un nastrino e un filo di perle, la sedia intagli e schienale in pelle fissato con borchie, la carta geografica delle Diciassette Province appesa alla parete. Il drappo azzurro che compare a sinistra è invece una giustapposizione creata per far risaltare ad arte il rosso del tappeto e della fodera del cofanetto. A occhio nudo si può vedere un pentimento, con una sedia sulla sinistra che fu eliminata in favore dello spiovere più diretto della luce sulla figura.
La donna ritratta è una domestica, come si evince dal capo velato e dalla mantellina in cotone bianco ben inamidato, indossante un bell'abito. Probabilmente sta preparando la toeletta mattutina per la sua signora. Un'altra lettura è che stia aprendo la finestra per annaffiare dei fiori al davanzale. In ogni caso essa ha un'attitudine umile e meditativa, con lo sguardo rivolto verso il basso.
Eccelsa è la resa luminosa e gli effetti dei vari materiali, dal soffice tappeto alla trasparenza semiopaca del vetro, fino al lustro del metallo di brocca e bacile, che riflette ad esempio il motivo tessuto che copre il tavolo. La cromia è dominata dai toni del giallo e dell'azzurro, con la vivace nota di contrasto rossa nell'angolo inferiore sinistro. Il tutto è risaltato dallo sfondo neutro dell'intonaco, in cui impercettibili note rivelano una leggera usura. Riverberi colorati confermato la straordinaria attenzione al dato ottico.